# Raet-Nationalpark
Der Raet-Nationalpark (norwegisch Raet nasjonalpark) ist ein 607 km² großer Nationalpark im Süden von Norwegen. Der Park liegt in der Provinz Agder und gehört zu den Gemeinden Arendal, Tvedestrand und Grimstad. 599 km² des Parks bestehen aus Wasserfläche. Der Park wurde am 16. Dezember 2016 eröffnet.
Der Park wurde gegründet, um ein großes Naturgebiet zu See und zu Land zu schützen.

## Geografie, Landschaft und Geologie
Der Park besteht zu nahezu 99 % aus Wasserfläche. Raet ist eine Endmoräne aus der Eiszeit vor ca. 12.000 Jahren, deren geologische Formation in ganz Skandinavien vorkommt und im Raet-Nationalpark sowohl an Land als auch unter Wasser. Charakteristisch für diese Endmoränen sind die Kiesstrände, die vom Meer stark ausgewaschen sind. An einigen geschützten Stellen finden sich jedoch auch feine Sandstrände, die zum Baden einladen.

## Flora und Fauna
Im Raet-Nationalpark gibt es sowohl Zug- als auch Standvögel. Unter anderem gibt es hier den Waldlaubsänger, den Fitis und die Mönchsgrasmücke. Aber auch Meisen und Drosseln kann man hier entdecken. Ebenso ist er ein wichtiger Lebensraum für viele Pflanzen und Insekten. Küstenheidegebiete und Strandwiesen mit einer Vielzahl von Pflanzen, darunter seltene und geschützte Pflanzen, Pilze und Flechte haben dazu beigetragen, dass dieser Bereich einen Nationalparkstatus bekommen hat.
Im Nationalpark sind 1530 Schmetterlingsarten gefunden worden, von denen 168 in der norwegischen roten Liste der schützenswerten Arten stehen.

## Tourismus und Verwaltung
Das Gebiet ist ein beliebtes Freizeitgebiet. Das Gebiet eignet sich zu Wasser für Bootstouren, Kajakfahren und Windsurfen. An Land kann man gut wandern oder angeln. Innerhalb des Nationalparks gibt es 132 Ferienhäuser.